# Solariorbis guianensis
Solariorbis guianensis is een slakkensoort uit de familie van de Tornidae. De wetenschappelijke naam van de soort is voor het eerst geldig gepubliceerd in 1966 door Van Regteren Altena.